# Szarvaskő
Szarvaskő ist eine ungarische Gemeinde im Kreis Eger im Komitat Heves.

## Geografische Lage
Szarvaskő liegt am westlichen Rand des Bükk-Nationalparks, 10,5 Kilometer nordwestlich der Kreisstadt Eger, gut sieben Kilometer südlich der Stadt Bélapátfalva, am Fluss Eger-patak. Nachbargemeinden sind Mónosbél, Egerbocs und Felnémet, mittlerweile ein Stadtteil von Eger. Die höchste Erhebung ist der 435 m hohe Keselyű-hegy, der westlich des Ortes liegt.

## Geschichte
Im Jahr 1907 gab es in der damaligen Kleingemeinde 76 Häuser und 336 Einwohner auf einer Fläche von 2163 Katastraljochen.

## Gemeindepartnerschaft
- Balatonederics, Ungarn

## Sehenswürdigkeiten
- Aussichts- und Sendeturm (Major-tetői kilátó)
- Burgruine, aus der zweiten Hälfte des 13. Jahrhunderts
- Geologischer Lehrpfad (Földtani tanösvény)
- Kruzifixe
- Marienstatue (Lourdesi Mária-szobor)
- Römisch-katholische Kirche Keresztelő Szent János születése, erbaut 1840–1845 im klassizistischen Stil
- Wassermühle (Vizimalom) aus dem 19. Jahrhundert
- Ziehbrunnen (Vállós-kút)

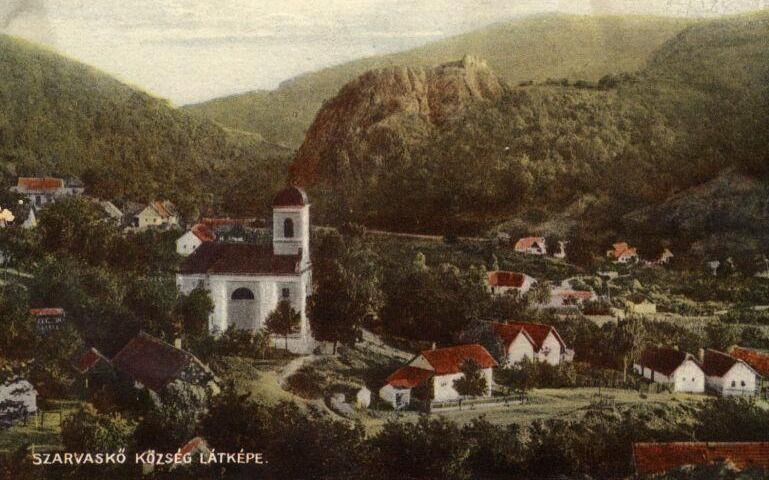
Blick auf Szarvaskő (um 1910)
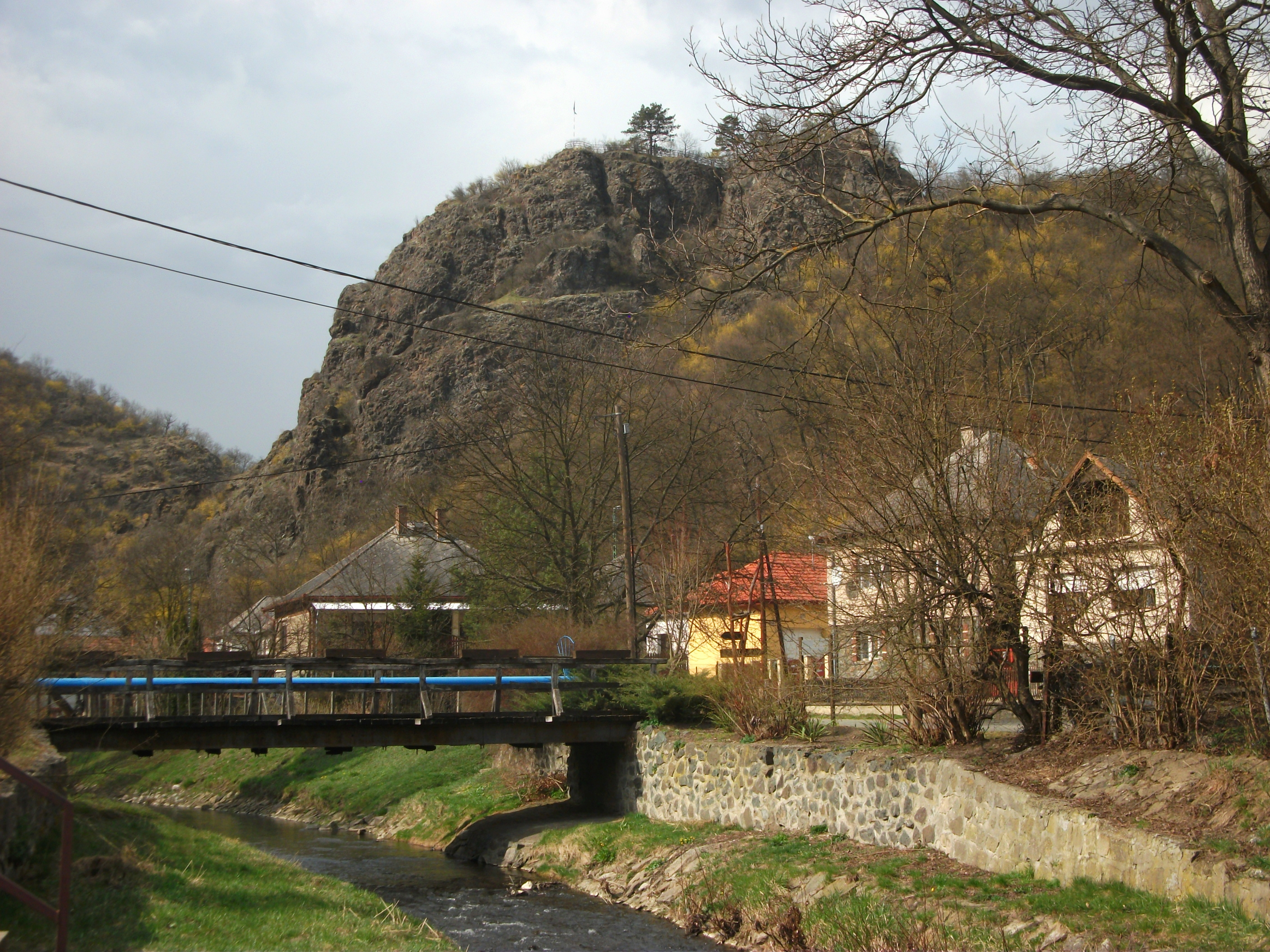
Blick auf den Burgberg
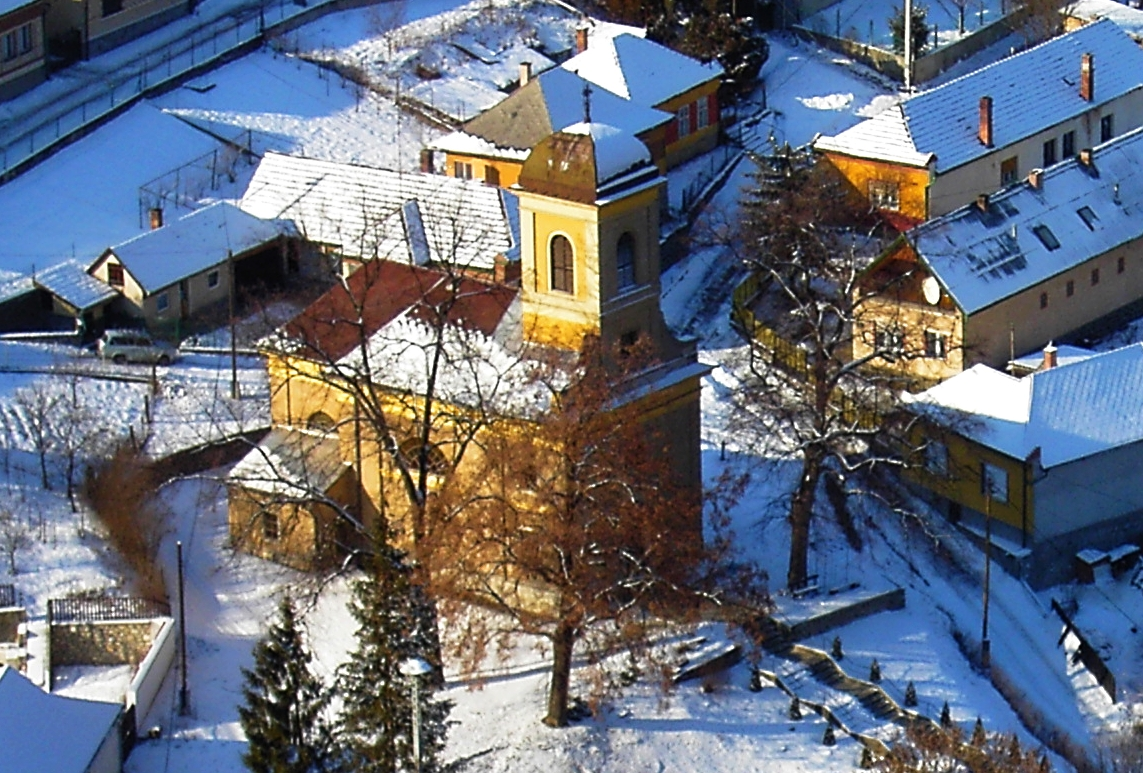
Röm.-kath. Kirche Keresztelő Szent János születése
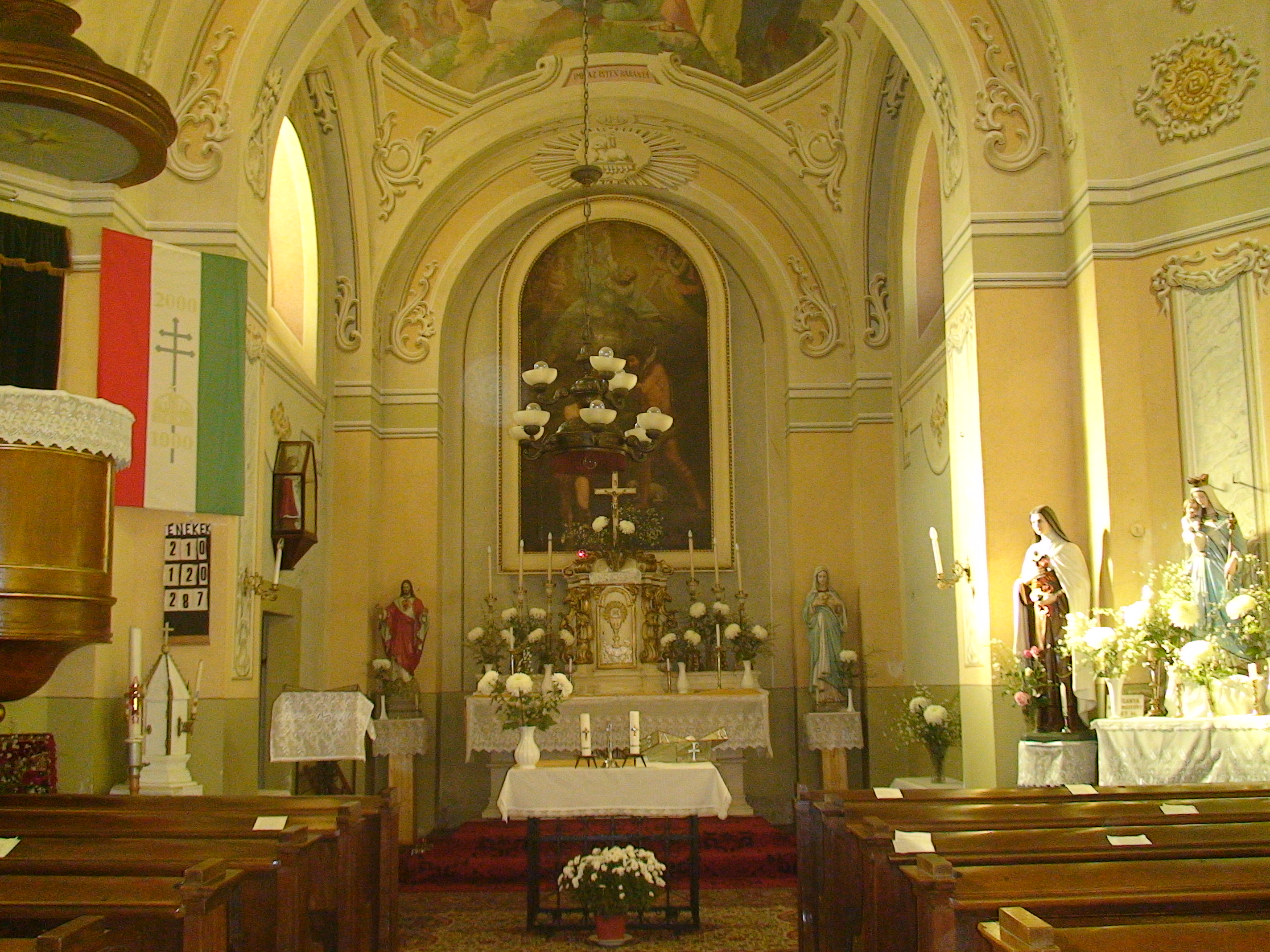
Innenraum der Kirche
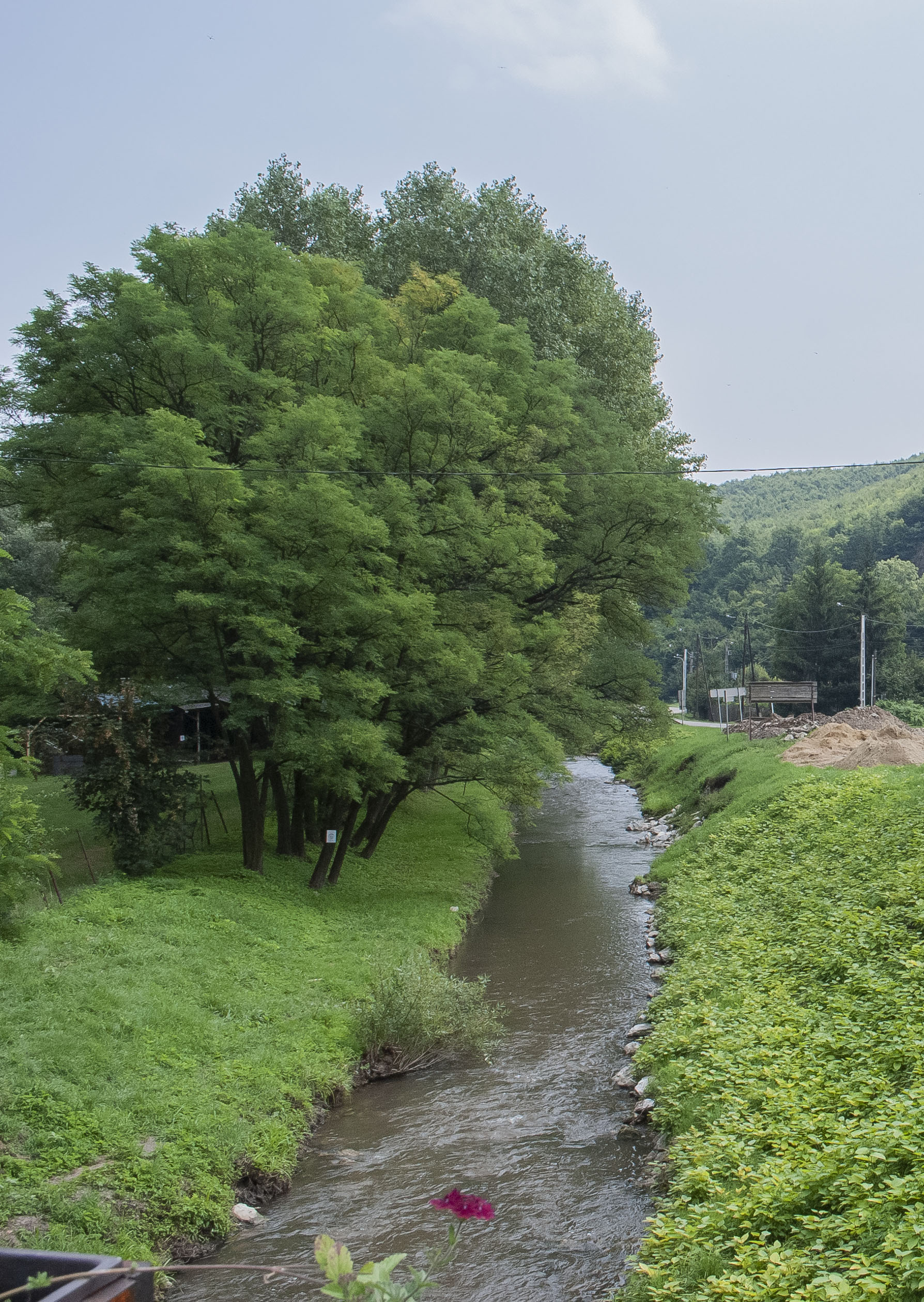
Fluss Eger-patak
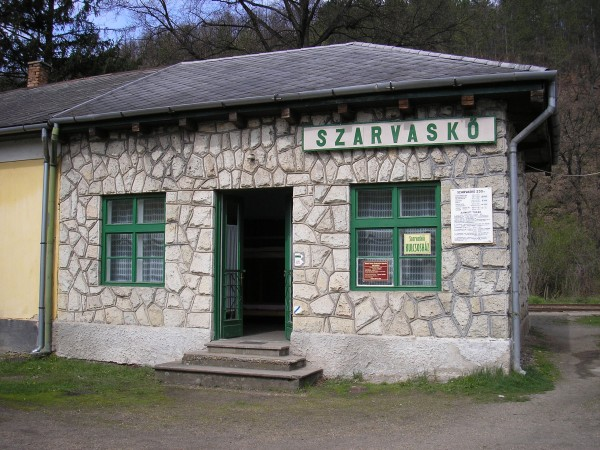
Bahnhofsgebäude
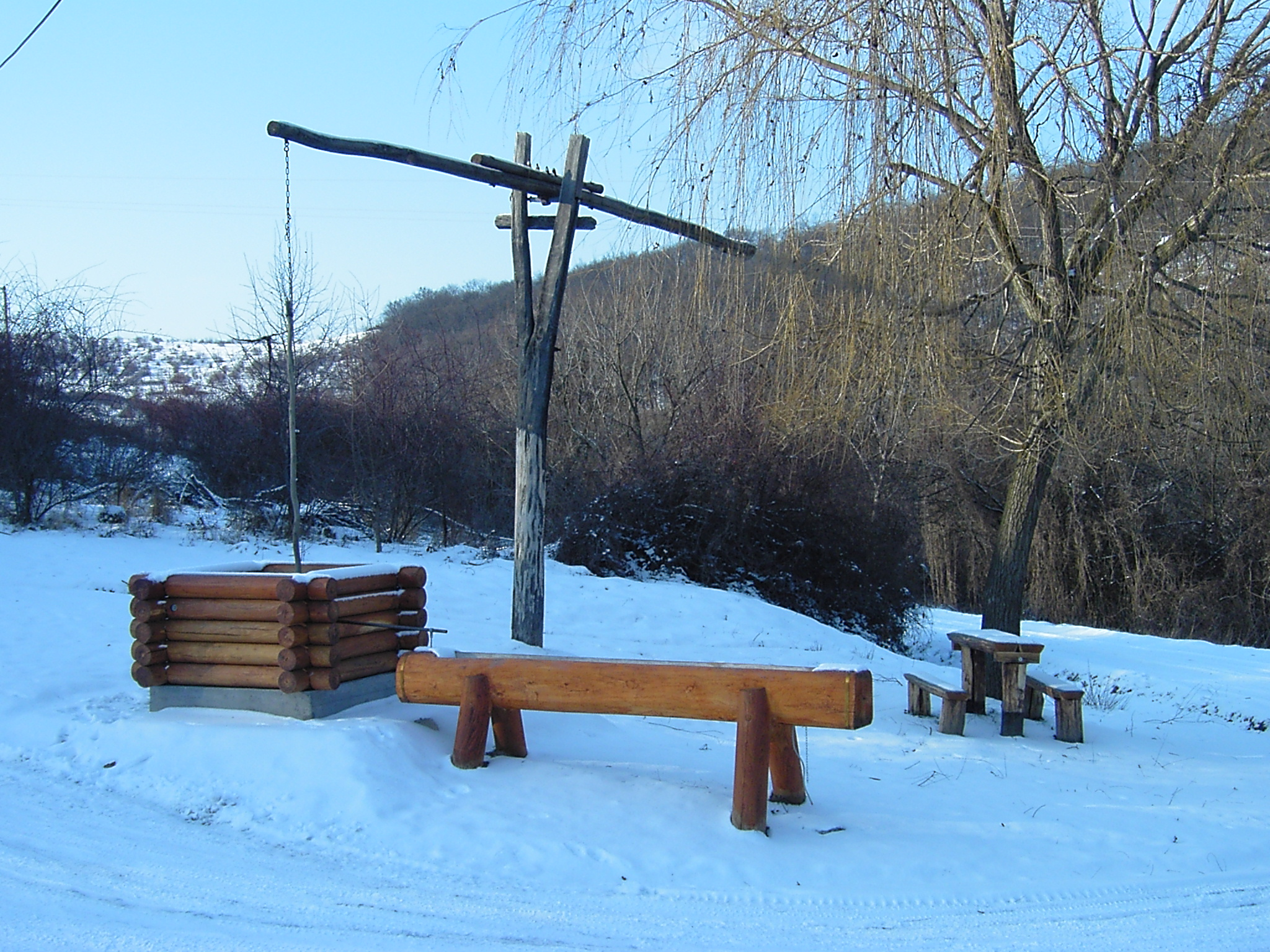
Ziehbrunnen
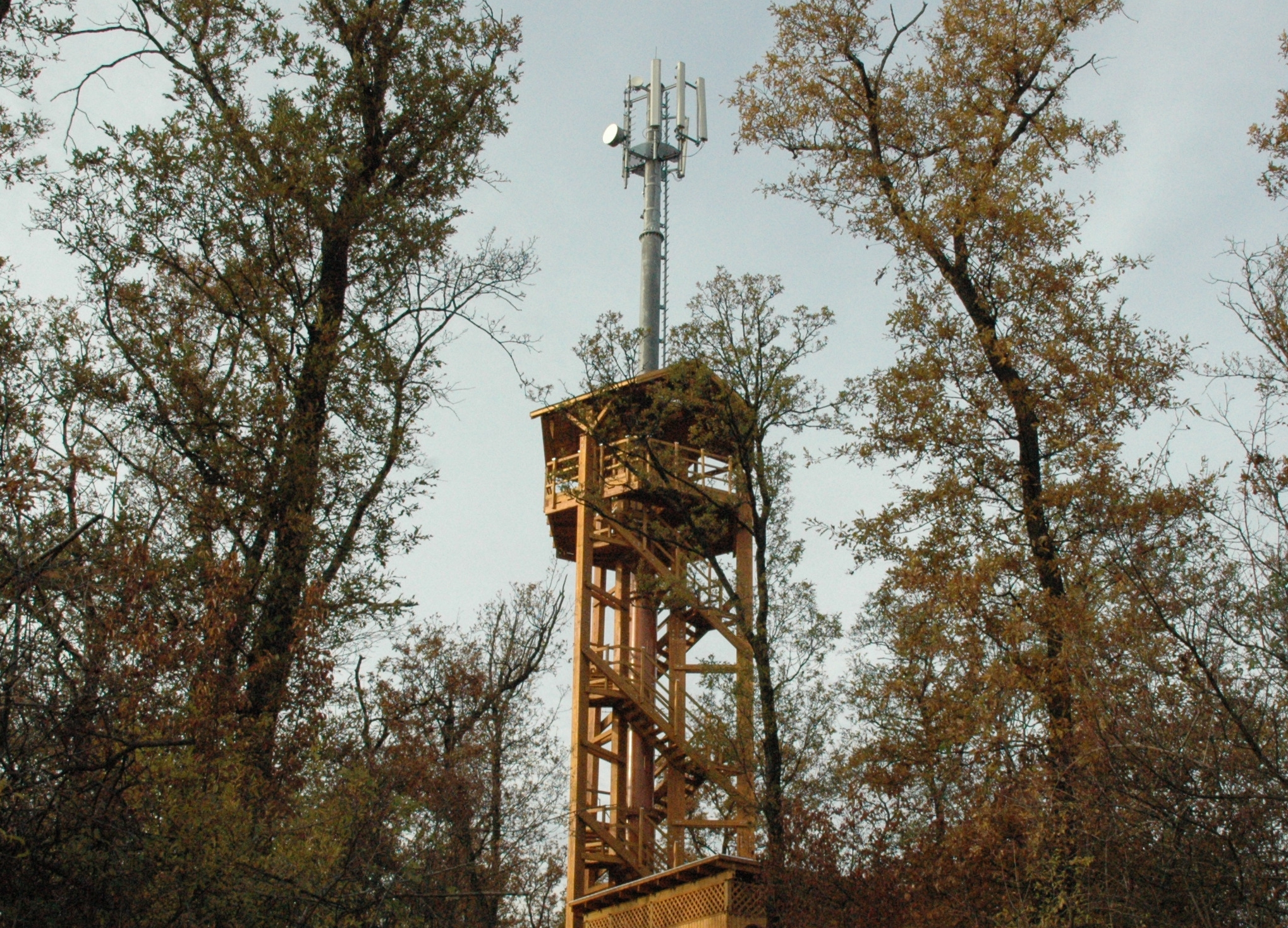
Aussichtsturm (Major-tetői kilátó)

## Verkehr
Durch Szarvaskő verläuft die Hauptstraße Nr. 25. Es bestehen Busverbindungen nach Eger und über Mónosbél und Bélapátfalva nach Szilvásvárad. Außerdem ist die Gemeinde angebunden an die Bahnstrecke Eger–Putnok, auf der Personenzüge von Eger nach Szilvásvárad verkehren.